# Cixius signifer
Cixius signifer är en insektsart som beskrevs av Walker 1870. Cixius signifer ingår i släktet Cixius och familjen kilstritar. Inga underarter finns listade i Catalogue of Life.